# Duplex s časovým dělením
Duplex s časovým dělením (anglicky Time-division duplexing, TDD) je využití multiplexu s časovým dělením pro zajištění obousměrné duplexní komunikace.

## Účel a použití
Používání TDD je výhodné, pokud existuje asymetrie objemu dat přenášených v jednotlivých směrech. Při zvyšování objemu dat tekoucích jedním směrem lze dynamicky alokovat více komunikační kapacity, a při snižování provozní zátěže lze kapacitu odebrat. 
K systémům, které používají duplex s časovým dělením, patří:
- UTRAN doplňkové rádiové rozhraní 3G pro UMTS, zejména pro komunikaci uvnitř budov
- TD-LTE 4-G a TD-SCDMA, rádiové rozhraní mobilní sítí 3G používané v Číně
- bezdrátové telefony DECT
- poloduplexní sítě s přepojováním paketů používající přístupovou metodu CDMA, např. dvoudrátové spoje nebo nebo sítě Ethernet používající huby, WLAN (bezdrátové lokální sítě) a Bluetooth lze považovat za systémy duplexu s časovým dělením, i když nepoužívají TDMA s pevnou délkou rámce
- IEEE 802.16 WiMAX
- PACTOR
- některé varianty rozhraní U ISDN BRI používají multiplex s časovou komprimací (TCM)
- G.fast – standard Digital Subscriber Line (DSL) vyvinutý ITU-T